# Floarea-reginei
Floarea-reginei (Leontopodium alpinum Cass.), numită și floarea-de-colț,  este o specie de plantă erbacee, perenă, din genul Leontopodium Cass., familia Asteraceae.

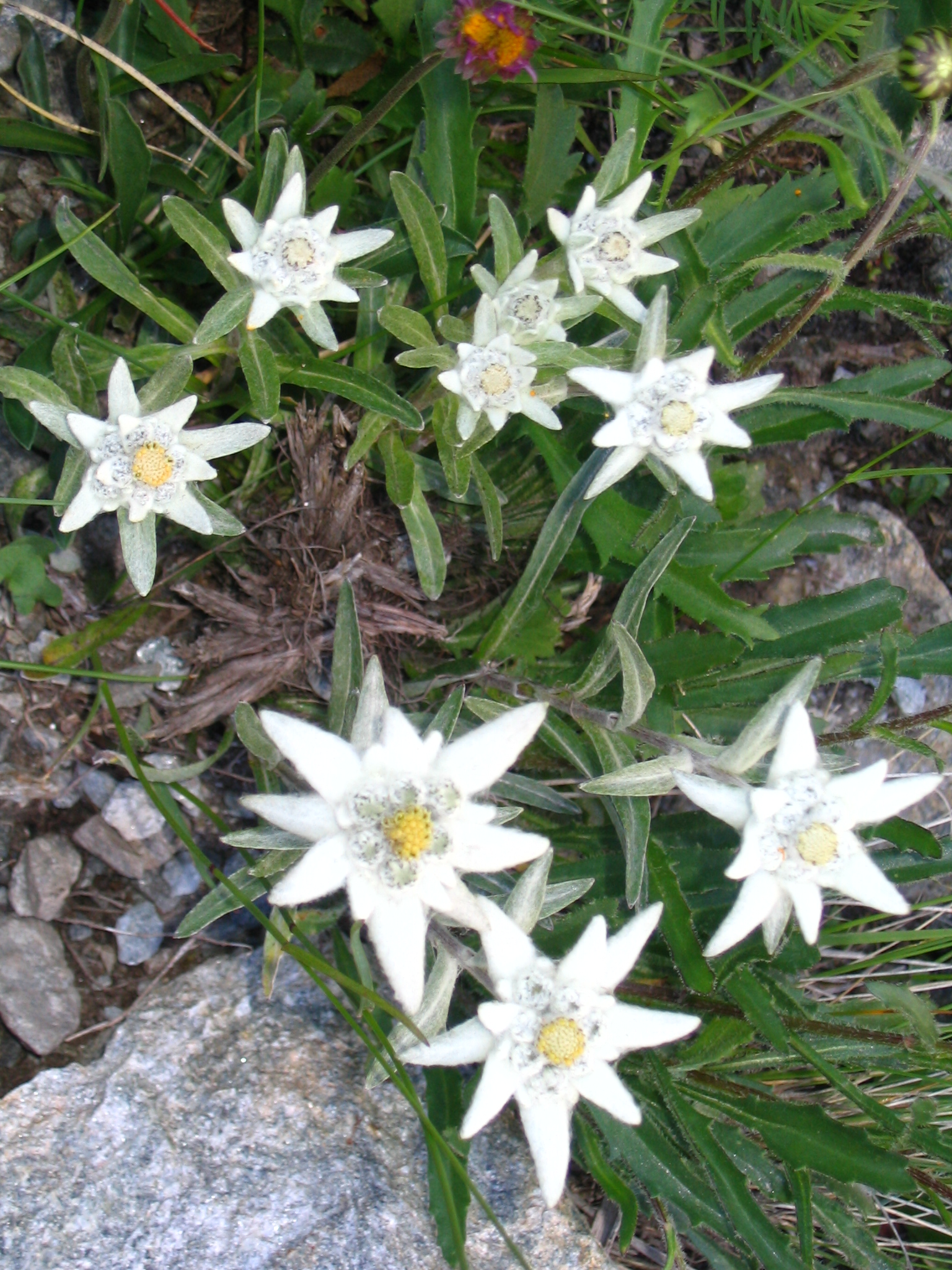
Floarea reginei

## Caracteristici

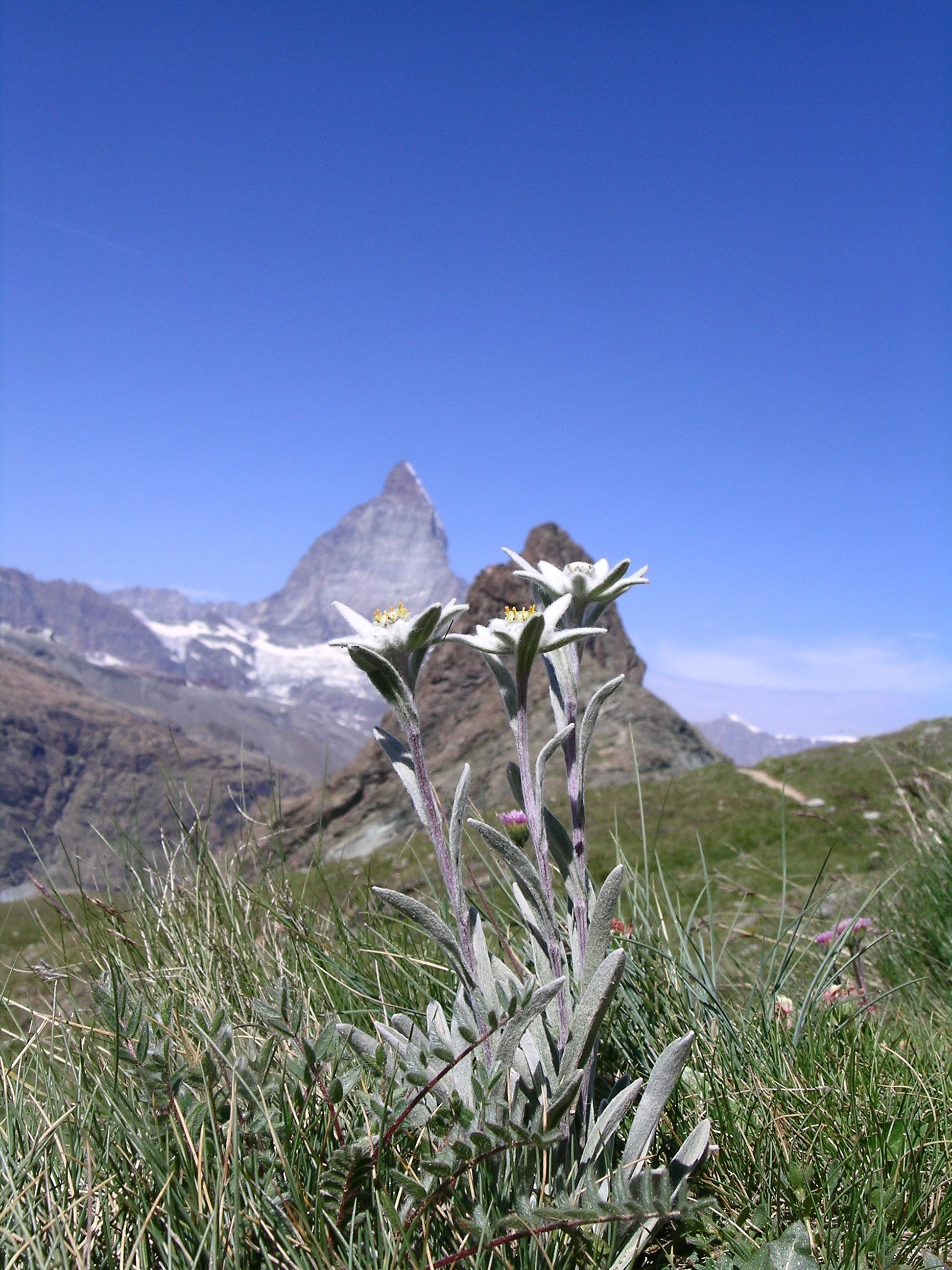
Floarea de colț văzută în apropiere de Zermatt (la 2550 metri altitudine), din cantonul Wallis, Elveția

Planta este lânat-tomentoasă, înaltă de 5 – 20 cm, cu inflorescențe compuse din capitule, înconjurate de numeroase bractee lungi, alb - argintii, lânos - păroase.. Dacă în România planta ajunge doar până la înălțimea de maximum 20 cm, ea poate crește în alte țări până la 50 – 80 cm. Inflorescența este îmbrăcată cu frunze păroase, unele mai mari, altele mai mici și care iau forma unei steluțe.Aceasta este formată  până la zece inflorescențe cu numeroase și minuscule flori, încadrate de 5-15 bactee albe, dispuse radiar, ce dau întregului ansamblu înfățișarea unei flori. Planta este acoperită cu peri catifelați, argintii, ce îi conferă o eleganță deosebită. Perioada de înflorire este iulie - august.

## Habitat
Crește în munți calcaroși, în pajiști de pe versanți abrupți și însoriți sau pe stânci. În România, crește în Munții Carpați, fiind declarată monument al naturii din 1933 și ocrotită. Floarea reginei  poate fi întâlnită în Munții Maramureșului, Munții Rodnei, Obcinele Bucovinei, Munții Rarău, Ceahlău, Munții Ciucaș, Munții Bucegi, Munții Făgăraș, Munții Retezat, Munții Căpățânii, Parcul Național Cozia și în Parcul Național Buila-Vânturarița.
În afara spațiului românesc, floarea-reginei înfrumusețează zone din Abruzzi, Alpi, Munții Balcani, Munții Carpați, Munții Pirinei, precum și din Asia Centrală și de Est.

## Denumiri
Mai este cunoscută și ca Floare-de-colț (denumire introdusă în perioada comunistă) sau cu denumirea germană, Edelweiß.
Conform Dicționarului de sinonime, pentru floarea-reginei (Leontopodium alpinum) există și următoarele denumiri: albumeală, albumiță, floare-de-colț, (rar) edelvais, (reg.) flocoșele (pl.), steluță, floarea-doamnei.

## Galerie imagini

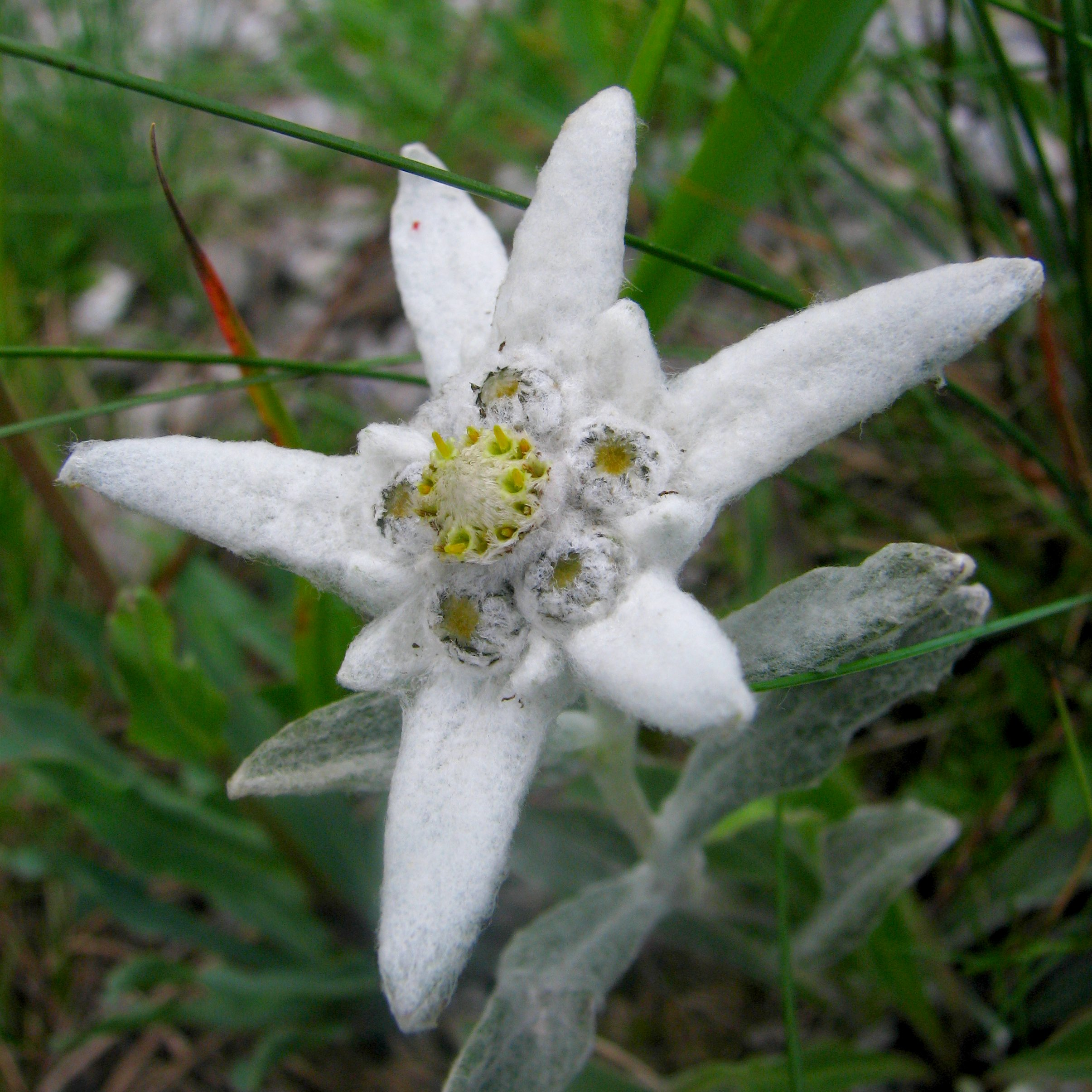
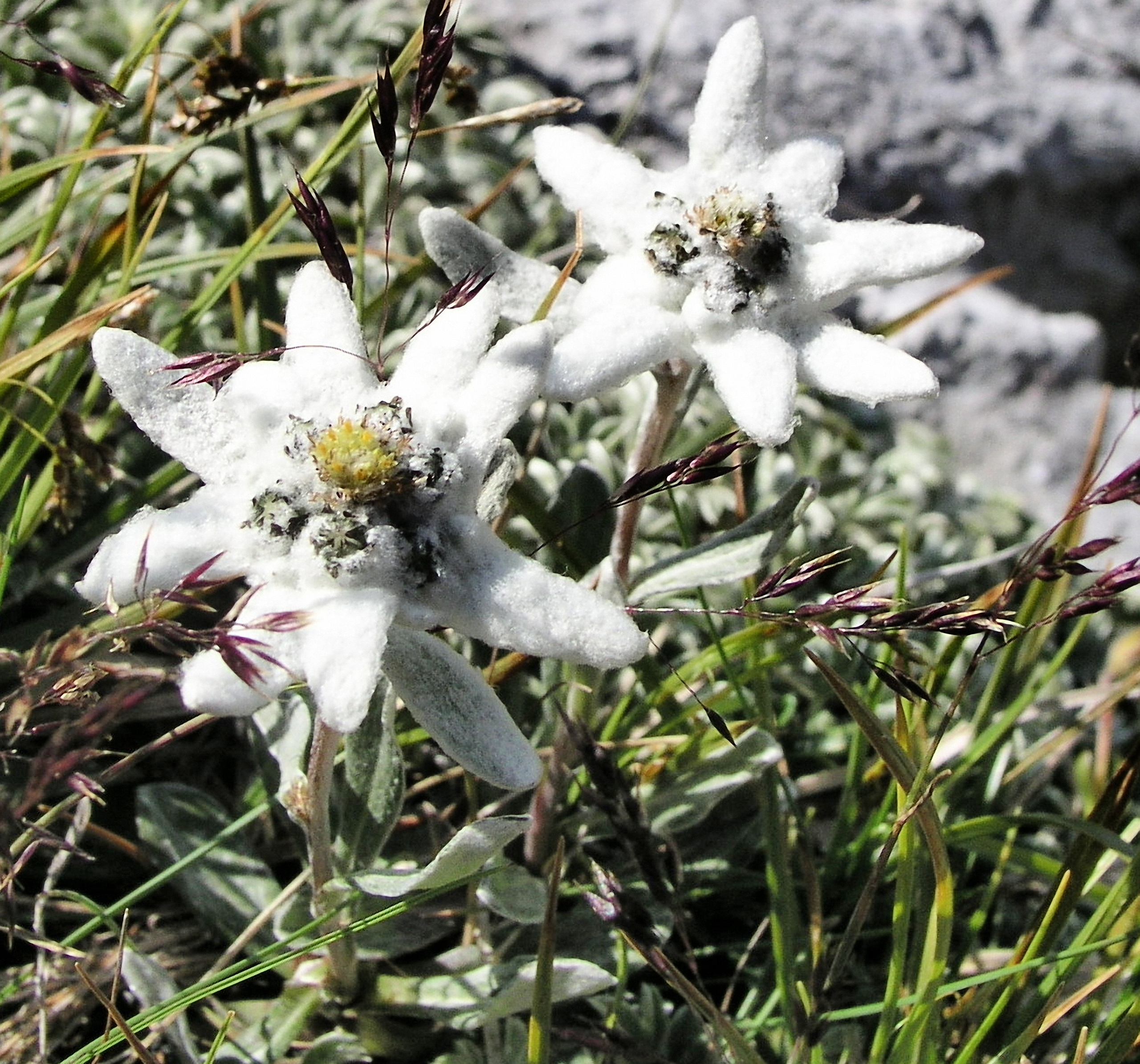
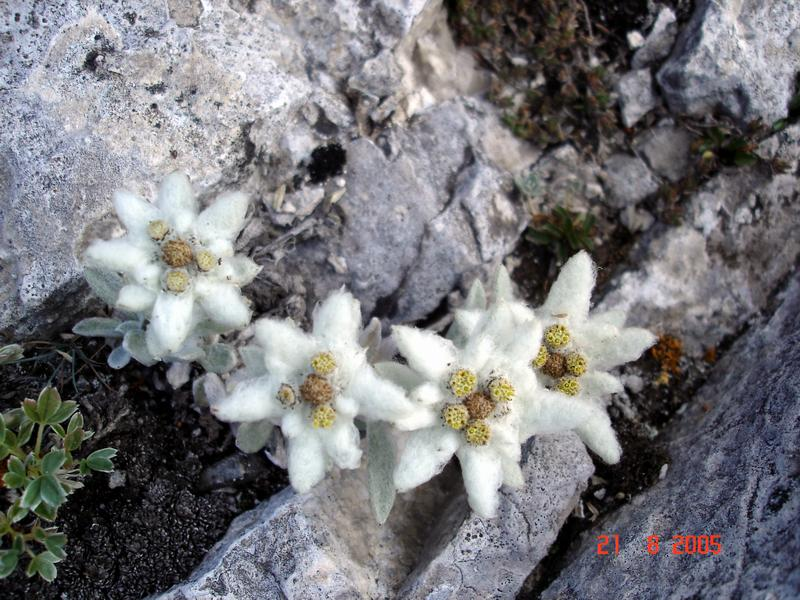
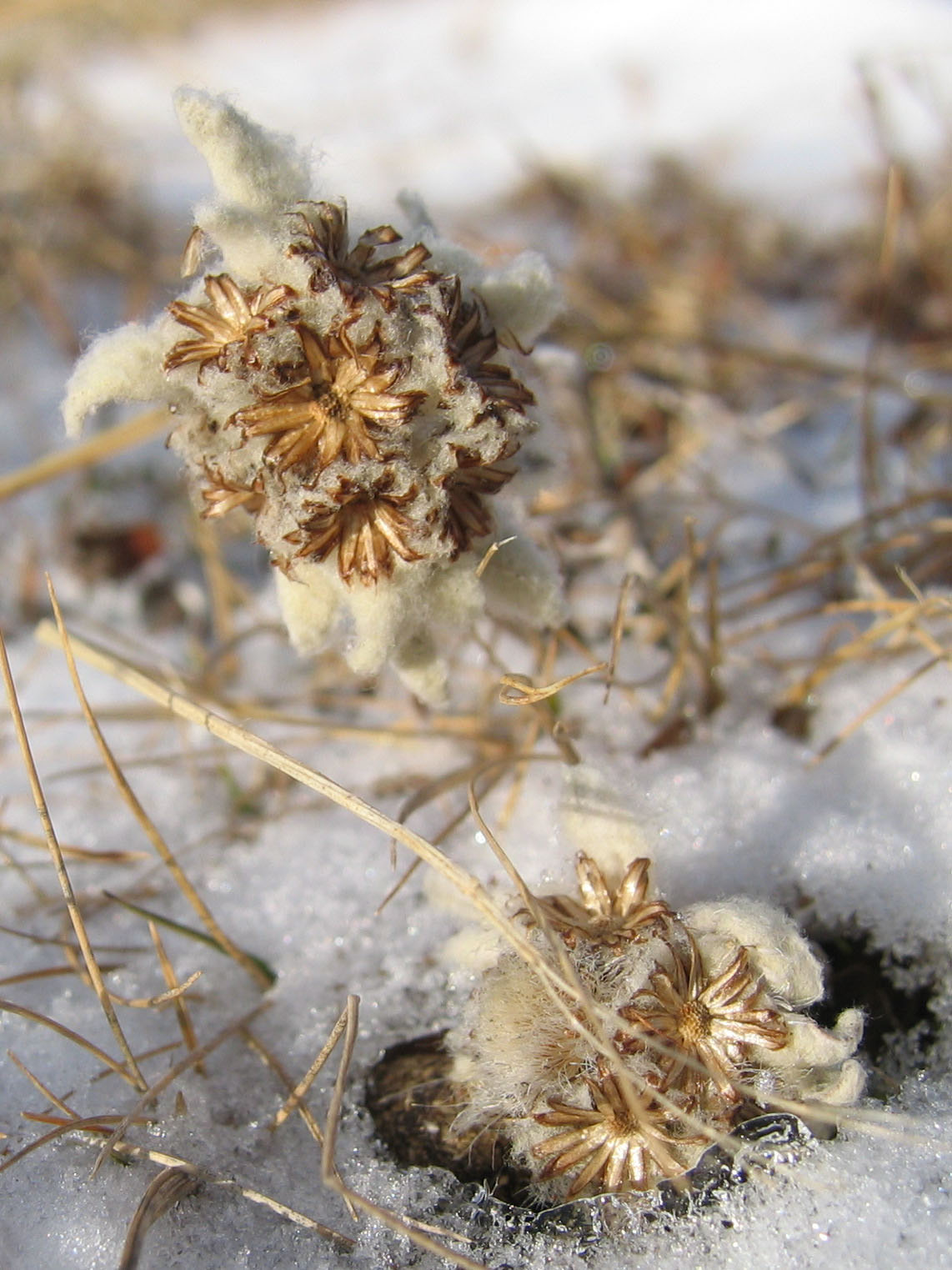